# Федеріко Бікоро
'Федеріко Бікоро Ак'єме Нчама (ісп. Federico Bicoro Akieme Nchama; нар. 17 березня 1996, Дуала, Камерун) — гвінейський футболіст камерунського походження, півзахисник норвезького клубу «Саннефіорд» та національної збірної Екваторіальної Гвінеї.

## Ранні роки
Федеріко народився в камерунському місті Дуала, батько — з Екваторіальної Гвінеї, мати — з Камеруну. Коли Бікоро виповнилося 15 років його батьки загинули в дорожньо-транспортній пригоді. Щоб допомогти своїй родині економічно, вирішив кинути навчання та відмовитися від планів стати юристом. Працював каменярем і столяром, перш ніж остаточно став футболістом.

## Клубна кар'єра
Футбольну кар'єру розпочав в «Аконангуї», де отримав прізвисько Сісіньо. У 2015 році перейшов до «Соні Ела Нгуема», у складі якого грав у Лізі чемпіонів КАФ. Також захищав кольори «Кано Спорт».
У вересні 2016 року, після успішного перегляду, Бікоро погодив 2-річний контракт з командою іспанського Сегунда Дивізіону Б «Рекреатіво де Уельва». Проте через проблеми з документами його перехід так і не вдалося юридично оформити, тому вже в лютому він підписав контракт з «Алькалою» з Терсера Дивізіону.
18 серпня 2017 року приєднався до «СС Реєс» з третього дивізіону. Відзначився своїм першим голом за клуб 7 січня наступного року, зрівнявши рахунок у переможному (3:1) виїзному поєдинку проти «Понферрадіни».
31 січня 2018 року підписав контракт з клубом Сегунда Дивізіону «Лорка». На професіональному рівні деютував 11 березня в програному (1:3) поєдинку проти «Реал Сарагоси», Федеріко вийшов на поле в стартовому складі, але до кінця поєдинку не дограв, оскільки був вилучений. 
24 липня 2018 року приєднався до клубу третього дивізіону «Теруель». 11 червня наступного року погодив 4-річний контракт із представником другого дивізіону Сарагосою, а вже 16 січня 2020 року був відданий в оренду «Бадахосу».
4 вересня 2020 року погодився на річну оренду в «Нумансію», яка нещодавно вилетіла до третього дивізіону. Через відсутність ігрової практики, 26 січня наступного року відправився в оренду до іншого клубу третього дивізіону, «Бадалони». У липні 2021 року перейшов в оренду до «Еркулеса».

## Кар'єра в збірній
У футболці національної збірної Екваторіальної Гвінеї дебютував 4 вересня 2013 року в неофіційному нічийному (1:1) матчі проти Лівії. В офіційних матчах дебютував за збірну 6 червня 2015 року в переможному (1:0) виїзному поєдинку проти Андорри.
Першим голом за збірну Екваторіальної Гвінеї відзначився 9 жовтня 2017 року в переможному (3:1) поєдинку проти Маврикію.

## Статистикав виступів

### У збірній

#### По матчах
| Дата       | Місто        | Господарі            | Результат | Гості                | Турнір                                  | Голи | Примітки |
| ---------- | ------------ | -------------------- | --------- | -------------------- | --------------------------------------- | ---- | -------- |
| 15-11-2019 | Дар-ес-Салам | Танзанія             | 2 – 1     | Екваторіальна Гвінея | Відбір до Кубка африканських націй 2021 | -    | 88'      |
| 19-11-2019 | Малабо       | Екваторіальна Гвінея | 0 – 1     | Туніс                | Відбір до Кубка африканських націй 2021 | -    | 88'      |
| Усього     |              | Матчів               | 22        |                      | Голів                                   | 1    |          |

#### Забиті м'ячі
Рахунок та результат збірної Екваторіальної Гвінеї в таблиці подано на першому місці.
| №  | Дата           | Місце                                           | Суперник | Рахунок | Результат | Змагання                           |
| -- | -------------- | ----------------------------------------------- | -------- | ------- | --------- | ---------------------------------- |
| 1. | 9 жовтня 2017  | «Естадіо де Бата»«», Бата, Екваторіальна Гвінея | Маврикій | 2–1     | 3–1       | Товариський матч                   |
| 2. | 10 жовтня 2021 | Національний стадіон, Лусака, Замбія            | Замбія   | 1–1     | 1–1       | кваліфікація чемпіонату світу 2022 |

## Особисте життя
Бікоро — набожний християнин.